# Phare Akra Kokhi
Le phare Akra Kokhi, également appelé Phare Koghi, (en grec moderne : Φάρος Κόγχη), est situé sur l'île Salamine dans le golfe Saronique en Grèce. Il est achevé en 1901.

## Caractéristiques
Le phare est une tour cylindrique de pierres surmontant la maison du gardien. Il s'élève à 34 mètres au-dessus des eaux du golfe Saronique.

## Codes internationaux
- ARLHS[2] : GRE-084
- NGA : 15324
- Admiralty[3] : E 4168

## Source
(en) [PDF] List of lights radio aids and fog signals - 2011 - The west coasts of Europe and Africa, the mediterranean sea, black sea an Azovskoye more (sea of Azov) (la liste des phares de l'Europe, selon la National Geospatial - Intelligence Agency)- Version 2011 - National Geospatial - Intelligence Agency - p. 265

## Lien connexe
Salamine